# Batak Dairi jezik
Batak Dairi jezik (ISO 639-3: btd; dairi, pakpak, pakpak dairi), jezik sjevernobatačke podskupine kojim govori 1 200 000 ljudi (1991 UBS) iz batačkog plemena Pak Pak jugozapadno od jezera Toba oko Sidikalanga na indonezijskom otoku Sumatra.
Sjevernu podskupinu čini s jezicima batak alas-kluet [btz] i batak karo [btx] 

## Vanjske poveznice
- Ethnologue (14th)
- Ethnologue (15th)